# 宇宙開発事業団
宇宙開発事業団（うちゅうかいはつじぎょうだん）
は、日本の宇宙開発を担う目的で日本政府が設立した特殊法人である。英文名称:National Space Development Agency of Japan, NASDA（ナスダ）。根拠法は「宇宙開発事業団法（廃止）」（昭和44年6月23日法律第50号）で、設立日は1969年（昭和44年）10月1日である。旧科学技術庁所属。1964年（昭和39年）4月に科学技術庁内に設置された宇宙開発推進本部が発展して発足した。2003年（平成15年）10月1日、航空宇宙技術研究所（NAL）・宇宙科学研究所（ISAS）と統合し、国立研究開発法人宇宙航空研究開発機構（JAXA）に改組された。

## 設立の目的
宇宙開発事業団法第1条「平和の目的に限り、人工衛星及び人工衛星打上げ用ロケットの開発、打上げ及び追跡を総合的、計画的かつ効率的に行ない、宇宙の開発及び利用の促進に寄与することを目的として」設立された。

## 歴代理事長
| 代     | 期間                         | 氏名         | 備考                     |
| ------ | ---------------------------- | ------------ | ------------------------ |
| 初代   | 1969年10月1日-1977年9月30日  | 島秀雄       |                          |
| 二代目 | 1977年10月1日-1980年6月17日  | 松浦陽恵     |                          |
| 三代目 | 1980年6月18日-1984年6月17日  | 山内正男     |                          |
| 四代目 | 1984年6月18日-1989年10月31日 | 大澤弘之     |                          |
| 五代目 | 1989年11月1日-1995年3月31日  | 山野正登     |                          |
| 六代目 | 1995年4月1日-1996年9月30日   | 松井隆       |                          |
| 七代目 | 1996年10月1日-2000年5月19日  | 内田勇夫     |                          |
| -      | 2000年5月20日-2000年7月9日   | 五代富文     | 副理事長、理事長職務代行 |
| 八代目 | 2000年7月10日-2003年9月30日  | 山之内秀一郎 |                          |

## 沿革

### 前身
日本の宇宙開発は東京大学生産技術研究所の糸川研究班（後の文部省宇宙科学研究所）によって始められ、固体燃料のカッパロケットによる大気観測で大きな成果を収めていた。一方で、科学目的以外の人工衛星及びロケットの開発を担うことを目的とし、1962年（昭和37年）4月に科学技術庁内に研究調整局航空宇宙課を、1963年（昭和38年）4月に航空宇宙課内に宇宙開発室を、1964年（昭和39年）7月にこれを発展的解消して科学技術庁宇宙開発推進本部を設置した。発足時の人数は23名で、五代富文などごく一部の例外を除けばロケット開発を専門とする技術者はいなかった。
科学技術庁は、科学観測重視の東大と異なり商用の実用人工衛星の打ち上げを目指していたため、固体ロケットよりも制御がしやすく力もある液体燃料ロケットの開発が不可欠であったが、当時の日本にとっては液体燃料ロケットは未知の領域であった。そこでまず初めに、2段目に新開発する液体ロケットエンジン、1段目に東大提供の固体ロケットを使用する、実験用の2段式ロケット「LS-Aロケット」を開発することになった。2段目の開発は予定通り完了したが、1段目の調達は東大との交渉に手間取ったために遅れ、1963年（昭和38年）の最初の打ち上げ実験は2段目のみのLS-Aサステーナロケットになった。そしてこの打ち上げは失敗した。その後1段目を装備したLS-Aロケットは1964年（昭和39年）と1965年（昭和40年）に合計3基が打ち上げられ、全てが成功した。
その一方、東大は事業を拡大し組織を東京大学宇宙航空研究所（後の文部省宇宙科学研究所）に再編、ロケットも大型化したため鹿児島県内之浦町にロケット発射場を構え、1966年（昭和41年）から人工衛星打ち上げ実験を開始した。

### 事業団の発足
宇宙開発推進本部もロケット実験場の選定に取り掛かり、赤道に近い事を重視して1967年（昭和42年）に種子島を選定した。ところが、地元の漁協がロケット打ち上げが漁業に影響を与えるのではと難色を示し、漁協との交渉に1年以上を費やすこととなった。また、独自に人工衛星を打ち上げようとする東大に対しても自粛を求め、この間に東大は科学衛星だけを打ち上げる事、また将来にわたって大型ロケットの製造をしないとする協定を結び、両者が並立することとなった。翌1968年（昭和43年）に漁協との交渉がまとまり、ロケット打ち上げは漁業に影響しない月に行うとする協定が結ばれ、ロケット打ち上げ施設の建設が開始された。これが種子島宇宙センターである。
液体ロケットと固体ロケットを組み合わせたLS-Aロケットの打ち上げ実験はLS-Cロケットに引き継がれ、1968年（昭和43年）に種子島宇宙センター竹崎射場から1号機が打ち上げられ、1974年（昭和49年）までに合計8基が打ち上げられた。
1969年（昭和44年）10月1日、科学技術庁宇宙開発推進本部が発展的解消して、科学技術庁の下部機関として新たに宇宙開発事業団が発足した。

### 米国の技術供与
東大は1969年（昭和44年）にロケット打ち上げを再開し、一度の失敗を経て1970年（昭和45年）2月に日本初の人工衛星おおすみの打ち上げに成功した。一方、事業団の実用液体ロケットエンジンの開発は遅れ、予定までに人工衛星を打ち上げられない可能性も出てきた。そこで事業団は、東大のロケット輸出以来、日本のロケット開発に介入する機会をうかがっていて1967年（昭和42年）以降の対日ロケット技術供与の可能性を示唆していた米国と協定を結び、平和利用と輸出禁止を条件に技術供与を受けることになった。技術格差から日本側に不利な条件での協定となったが、おおすみの成功によって自力での衛星打ち上げが可能であることを証明したため、米国もかなり譲歩することとなった。
この協定によって事業団は独自ロケット開発計画であるQ計画・N計画を諦め、米国の技術供与とライセンス生産によって技術を習得する新N計画を進めることになった。そして新N計画の第2段用エンジンに使用されるLE-3の実証実験を兼ねたETVロケットの打ち上げ成功の後に、1975年（昭和50年）9月に日本初の人工衛星打ち上げ用液体燃料ロケットのN-Iロケットの打ち上げに成功した。後継機のN-IIロケットまでの17基は米国の技術を中心に開発され、あやめとあやめ2号以外の全ての衛星の軌道投入に成功した（あやめはロケット側、あやめ2号は衛星側の失敗）。続くH-Iロケットでは第二段に独自開発の国産エンジンLE-5を採用し国産化率を高めた。

### 国産技術向上
事業団はH-Iまでに着実に米国の技術を吸収し、初の純国産液体燃料ロケットのH-IIロケットの開発に着手した。そして苦労しながらも日本初の第一段用液体燃料エンジンとなるLE-7の開発を完了し、1994年（平成6年）2月に試験一号機の打ち上げに成功した。しかし、打ち上げ単価が一回当たり190億円と高額であったため、価格を抑えた新ロケットの開発に入った。なおH-IIは七機打ち上げられたが2度の連続打ち上げ失敗のために運用中止となった。
その後、2001年8月にH-IIの改良型であるH-IIAロケットの打ち上げに成功し、低コスト化と信頼性を両立したロケットを完成させた。宇宙開発事業団時代のH-IIAロケット打ち上げは5機で、全て成功させている。

### 宇宙三機関統合
2度にわたるH-IIの失敗により、事業団は組織の改革に追われることになった。くしくも政府による行政改革の時期と重なり、行政スリム化のために宇宙科学研究所、航空宇宙技術研究所との統合が計画され、2003年10月1日に独立行政法人宇宙航空研究開発機構となった。

### 年表
- 1964年（昭和39年）- 科学技術庁内に「宇宙開発推進本部」設置。
- 1969年（昭和44年）- 発足。初代理事長は新幹線開発で知られる元国鉄技術者の島秀雄。
- 1972年（昭和47年）- 筑波宇宙センター発足。
- 1975年（昭和50年）- 米国の技術供与を受けたN-Iロケット1号機運用開始（ - 1982年。合計7機）。技術試験衛星（ETS-I）「きく」打ち上げ。
- 1977年（昭和52年）- N-Iロケット3号機により日本初の静止衛星となる技術試験衛星 (ETS-II) 「きく2号」打ち上げ。
- 1981年（昭和56年）- N-IIロケット運用開始（ - 1987年、合計8機）。
- 1986年（昭和61年）- H-Iロケット運用開始（ - 1992年、合計9機）。
- 1990年（平成2年）- 衛星の国際競争入札に関する協定を締結。
- 1994年（平成6年）- 初の純国産H-IIロケット運用開始（ - 1999年、合計7機。うち5号機と8号機の2回失敗。7号機はキャンセル）。
- 2001年（平成13年）- H-IIAロケット運用開始（2003年3月までに合計4機打ち上げ）。
- 2001年（平成13年）8月 - 宇宙航空3機関統合正式決定。
- 2002年（平成14年）12月 - 独立行政法人宇宙航空研究開発機構法が成立。
- 2003年（平成15年）10月 - 独立行政法人宇宙航空研究開発機構に改組。初代理事長は、当時NASDA理事長であった山之内秀一郎で、新組織の初代理事長がNASDAと同じ鉄道技術者出身ということになった。

## 事業計画
NASDAの事業は宇宙開発委員会が審議して定めた方針に従って実行される（外部リンクに示した計画参照）。
- 人工衛星および人工衛星打上げ用ロケットの開発
- 人工衛星および人工衛星打上げ用ロケットの打上げおよび追跡
- これらに必要な方法、施設および設備の開発

注）人工衛星には、宇宙実験および国際宇宙ステーションを含む。

## 事業
ロケット
- N-Iロケット - 運用終了
- N-IIロケット - 運用終了
- H-Iロケット - 運用終了
- H-IIロケット - 運用終了
- H-IIAロケット - JAXAと三菱重工により運用中
- H-IIBロケット - 運用終了
- J-Iロケット - 運用終了
- ETVロケット - 運用終了
- TR-Iロケット - 運用終了
- TR-IAロケット - 運用終了
- GXロケット - JAXA改組後に計画中止（民間主導のロケット開発の一部分担）

人工衛星
名称に花の名前が多いのは初代理事長である島秀雄の園芸趣味からきている。
- 技術試験衛星「きく」 (ETS) シリーズ
- 通信放送技術衛星「かけはし」 (COMETS)
- データ中継技術衛星「こだま」 (DRTS)
- 民生部品・コンポーネント実証衛星「つばさ」 (MDS-1)
- 実験用通信衛星「あやめ」、「さくら」シリーズ
- 放送衛星「ゆり」 (BS) シリーズ
- 気象衛星「ひまわり」 (GMS) シリーズ
- 運輸多目的衛星「ひまわり」 (MTSAT) シリーズ
- 地球観測技術衛星「みどり」 (ADEOS) シリーズ
- 地球資源衛星「ふよう」（JERS）シリーズ
- 海洋観測衛星「もも」（MOS）シリーズ
- 熱帯降雨観測衛星（TRMM）
- 情報収集衛星（事実上の偵察衛星）
- 電離層観測衛星「うめ」シリーズ
- マイクロラブサット
- 測地実験衛星「あじさい」
- 宇宙実験・観測フリーフライヤー

国際宇宙ステーション
- きぼう（JEM）
- 宇宙ステーション補給機HTV（H-II Transfer Vehicle）

宇宙往還機
- HOPE（H-II Orbiting Plane）